# Angatuba (kommun)
Angatuba är en kommun i Brasilien.   Den ligger i delstaten São Paulo, i den södra delen av landet, 900 km söder om huvudstaden Brasília. Antalet invånare är 22 211.
Följande samhällen finns i Angatuba:
- Angatuba

Omgivningarna runt Angatuba är huvudsakligen savann. Runt Angatuba är det glesbefolkat, med 19 invånare per kvadratkilometer.